# Coupe de l'Avenir de rugby à XV
La Coupe de l'Avenir est une compétition de rugby à XV créée en 1918 et a remplacé le championnat de France de 2e série pendant la Première Guerre mondiale.

## Compétition1918

### Deuxième tour
| 17 février 1918 15h | AS Béziers | 0 - 3 (0 - 0)        | Stade toulousain | Stade des Sauclières, Béziers « Très nombreux public » spectateurs Arbitre : M. Néras |
| 17 février 1918 15h |            | Essai(s) : Got (80e) |                  | Stade des Sauclières, Béziers « Très nombreux public » spectateurs Arbitre : M. Néras |
| 17 février 1918 15h |            |                      |                  | Stade des Sauclières, Béziers « Très nombreux public » spectateurs Arbitre : M. Néras |

### Demi-finales
| 3 mars 1918 14h | Stade toulousain                                   | 5 - 5 a. p. (? - ?) | US bressane                                             | Parc des Princes, Paris Arbitre : M. Léliva |
| 3 mars 1918 14h | Essai(s) : Got (?e) Transformation(s) : Belou (?e) | Rapport             | Essai(s) : Prost (?e) Transformation(s) : Bonnetin (?e) | Parc des Princes, Paris Arbitre : M. Léliva |
| 3 mars 1918 14h |                                                    | Rapport             |                                                         | Parc des Princes, Paris Arbitre : M. Léliva |

| 3 mars 1918 15h15 | FC Lourdes                      | 6 - 0 a. p. (0 - 0) | Stade nantais UC | Stadium, Le Bouscat Arbitre : Octave Léry |
| 3 mars 1918 15h15 | Essai(s) : Duffour (90e) ? (?e) |                     |                  | Stadium, Le Bouscat Arbitre : Octave Léry |
| 3 mars 1918 15h15 |                                 |                     |                  | Stadium, Le Bouscat Arbitre : Octave Léry |

| 17 mars 1918 | Stade toulousain | 7 - 0 | US bressane |  |
| 17 mars 1918 |                  |       |             |  |
| 17 mars 1918 |                  |       |             |  |

### Finale
| 31 mars 1918 | Stade toulousain | 8 - 0, | FC Lourdes | Toulouse Arbitre : M. Girardière |
| 31 mars 1918 |                  |        |            | Toulouse Arbitre : M. Girardière |
| 31 mars 1918 |                  |        |            | Toulouse Arbitre : M. Girardière |

| Stade toulousain Titulaires Belou 15 Duran 14 Subra 13 Lestel 12 Got 11 Bergès 10 Pitté 9 Castel 8 Barlam 7 Valès 6 Serres 5 Delmas 4 Apine 3 Gras 2 Ricard 1 |  |  |  | FC Lourdes Titulaires 15 Casnabet 14 Duffour 13 Jeangrand 12 Labadens 11 Auzet 10 Bellan 9 Bordes 8 Péré 7 Castérot 6 Andreu 5 Buissonnier 4 Paran 3 Bazy 2 Bordes 1 Pierre |

## Compétition1919

### Finale
L'AS Montferrand est déclarée vainqueur à la suite du forfait du RC Perpignan.